# Mistrzostwa Polski w Podnoszeniu Ciężarów Kobiet 2008
15. edycja Mistrzostw Polski w podnoszeniu ciężarów kobiet odbyła się w dniach 6–7 czerwca 2008 roku w Hrubieszowie.
Podczas hrubieszowskich mistrzostw Marzena Karpińska ze Znicza Biłgoraj ustanowiła dwa rekordy kraju seniorek i juniorek - w dwuboju wynikiem 171 kg i w podrzucie – 96 kg.
Najlepszymi zawodniczkami 15. mistrzostw Polski kobiet w podnoszeniu ciężarów według punktacji Sinclaira została Aleksandra Klejnowska (WLKS Siedlce) – 258,52 pkt przed Marietą Gotfryd (MKS Tytan Oława) 257,97 i Marzeną Karpińską (LKS Znicz Biłgoraj) 251,59 pkt. W klasyfikacji klubów zwyciężyło bezapelacyjnie WLKS Siedlce Iganie Nowe, natomiast w klasyfikacji województw również zdecydowanie województwo mazowieckie. Aleksandra Klejnowska po raz ósmy została mistrzynią Polski.

## Wyniki
| Konkurencja: | Złoto:                                           | Wynik         | Srebro:                                     | Wynik        | Brąz:                                           | Wynik        |
| 48 kg        | Marzena Karpińska (Znicz Biłgoraj)               | 171 (75+96)   | Paulina Karczewska (AZS AWF Biała Podlaska) | 126 (56+70)  | Sylwia Lalik (Unia Hrubieszów)                  | 118 (52+66)  |
| 53 kg        | Joanna Łochowska (UKS Zielona Góra)              | 175 (88+100)  | Martyna Mędza (WLKS Siedlce Iganie Nowe)    | 148 (68+80)  | Małgorzata Daszkiewicz (Legia Warszawa)         | 135 (60+75)  |
| 58 kg        | Marieta Gotfryd (Tytan Oława)                    | 205 (95+110)  | Malwina Rowińska (WLKS Siedlce Iganie Nowe) | 180 (75+105) | Monika Olszewska (Mazovia Ciechanów)            | 169 (72+97)  |
| 63 kg        | Aleksandra Klejnowska (WLKS Siedlce Iganie Nowe) | 209 (89+120)  | Malwina Grądzka (Legia Warszawa)            | 173 (78+95)  | Magdalena Kietlińska (WLKS Siedlce Iganie Nowe) | 172 (78+94)  |
| 69 kg        | Dominika Misterska (WLKS Siedlce Iganie Nowe)    | 211 (94+117)  | Anna Smosarska (Mazovia Ciechanów)          | 203 (89+114) | Katarzyna Ostapska (AZS AWF Biała Podlaska)     | 200 (87+113) |
| 75 kg        | Ewa Mizdal (Unia Hrubieszów)                     | 210 (94+116)  | Nadia Szamańska (WLKS Siedlce Iganie Nowe)  | 210 (95+115) | Ewelina Zaborowska (Atleta Gdańsk)              | 203 (93+110) |
| +75 kg       | Magdalena Ufnal (Budowlani Opole)                | 235 (105+130) | Sabina Bagińska (Horyzont Mełno)            | 225 (95+130) | Sandra Spyra (Andaluzja Piekary Śląskie)        | 189 (85+104) |